# عباس (آذربایجان)
عباس (به لاتین: Abbas، پیش از ۵ اکتبر ۱۹۹۹ عباس‌کند Abbaskənd) در جمهوری آذربایجان با جمعیت ۵۴۸ نفر است که در شهرستان شکی واقع شده‌است.